# Tỏi gấu
Tỏi gấu hay hành gấu (danh pháp hai phần: Allium ursinum) là một loài thực vật lâu năm, chủ yếu mọc hoang dã và có họ hàng gần với hành tăm. Tên gọi khoa học của nó có nguồn gốc từ một thực tế là gấu nâu cũng như lợn rừng thích ăn củ của loài này và chúng đào bới đất để lấy củ.
Tỏi gấu mọc chủ yếu tại các khu rừng lá sớm rụng vùng đầm lầy ôn đới thuộc châu Âu, Bắc Á, Bắc Mỹ, và nó là phổ biến nhất trong các khu vực với đất chua, trong các thung lũng gần các con sông. Ở dạng hoang dã, nó có thể mọc và phát triển tốt tận khu vực lãnh nguyên . Nó ra hoa trước khi ra lá mới và làm cho không khí sặc mùi tỏi khá mạnh rất đặc trưng của nó.

## Sử dụng
Lá tỏi gấu được người ta thu hoạch để làm xà lách, luộc hay làm một loại pesto (một dạng nước chấm kiểu Italy). Nó cũng được sử dụng làm cỏ khô cho gia súc. Bò ăn cỏ có chứa tỏi gấu sẽ tiết ra sữa có mùi tỏi hơi nhẹ, và bơ làm từ loại sữa này đã từng rất phổ biến tại Thụy Sĩ vào thế kỷ 19.
Chứng cứ đầu tiên đã biết về việc con người sử dụng tỏi gấu có từ khu định cư thời đại đồ đá giữa tại Barkaer (Đan Mạch), tại đây người ta đã tìm thấy những dấu vết của lá tỏi gấu. Tại khu định cư thời đại đồ đá mới ở Thayngen-Weier, Thụy Sĩ (văn hóa Cortaillod) người ta cũng phát hiện thấy hàm lượng cao của phấn hoa tỏi gấu trong các lớp di chỉ, điều này được diễn giải như là chứng cứ của việc sử dụng tỏi gấu làm cỏ khô.
Lá tỏi gấu, thường được thu hoạch vào mùa xuân, trước khi nó ra hoa. Củ của tỏi gấu nhỏ, không được sử dụng trong nấu ăn, mặc dù nó không độc hại cho sức khỏe khi sử dụng. Mùi vị của lá tỏi gấu là trung gian giữa mùi lá hành hay lá tỏi và nó giàu vitamin C.
Tỏi gấu đặc biệt phổ biến trong ẩm thực của các khu vực như Kavkaz, Siberia, Viễn Đông, Đức, Triều Tiên và miền bắc Trung Quốc. Tại khu vực phía tây của Nga và Ukraina người ta cũng sử dụng tỏi gấu, nhưng ít phổ biến hơn. Tại Kavkaz, người ta sử dụng tỏi gấu chủ yếu trong các món ăn nóng. Tại Tây Âu, đặc biệt là tại Đức và Áo, người ta dùng tỏi gấu như một thành phần để làm một số loại bánh mì (bärlauchbrot) và bánh nướng (bärlauchkuchen) cũng như trong một dạng pesto đặc biệt (bärlauchpesto) cùng húng quế. Tỏi gấu (tiếng Đức: bärlauch, nghĩa là 'hành/tỏi gấu') gần đây một lần nữa đã trở thành phổ biến trong ẩm thực Đức. Thị trấn Eberbach là nơi diễn ra hội chợ tỏi gấu hàng năm vào tháng 3 và tháng 4 dưới tên gọi "Eberbacher Bärlauchtage".

### Cây thuốc
Tỏi gấu được sử dụng như là một loại cây thuốc từ thời của người Đức, Celt và La Mã cổ đại. Trong khi nghiên cứu các khu vực khảo cổ tại các khu dân cư thuộc thời kỳ đồ đá mới ở khu vực ven dãy núi Alps, người ta không hiếm khi phát hiện ra dấu vết của tỏi gấu, điều này đặt ra giả thiết về việc sử dụng tỏi gấu có từ khoảng 5.000 năm trước.
Tỏi gấu có các tính chất tẩy trừ giun sán và kháng trùng. Người ta cũng khuyến cáo sử dụng nó trong điều trị bệnh scobut và xơ vữa động mạch, và trong y học cổ truyền các khu vực này người ta đã dùng nó như vậy trong hàng nghìn năm qua, trong đó có cả các bệnh như nóng sốt, thuốc tẩy giun sán và kháng trùng, cũng như sử dụng ngoài da trong trường hợp phong thấp, hay các bệnh nhiễm trùng đường ruột khác. Tại La Mã cổ đại và thời kỳ Trung cổ, tỏi gấu được coi là một loại thuốc để tẩy rửa ruột và máu,.

## Thư viện

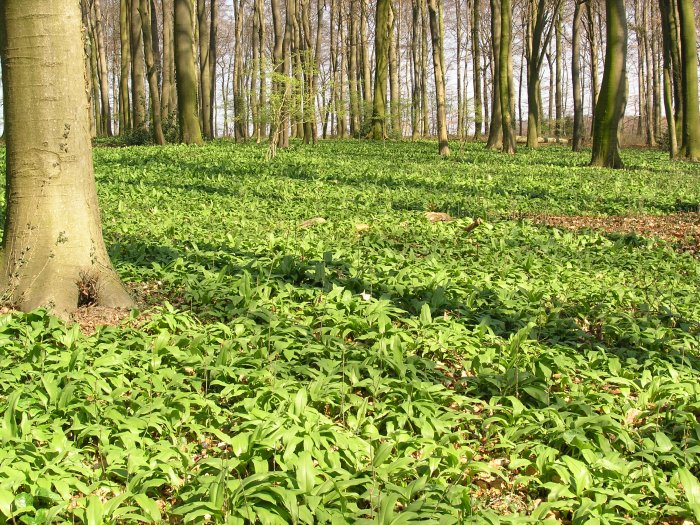
Tỏi gấu hoang mọc trong rừng
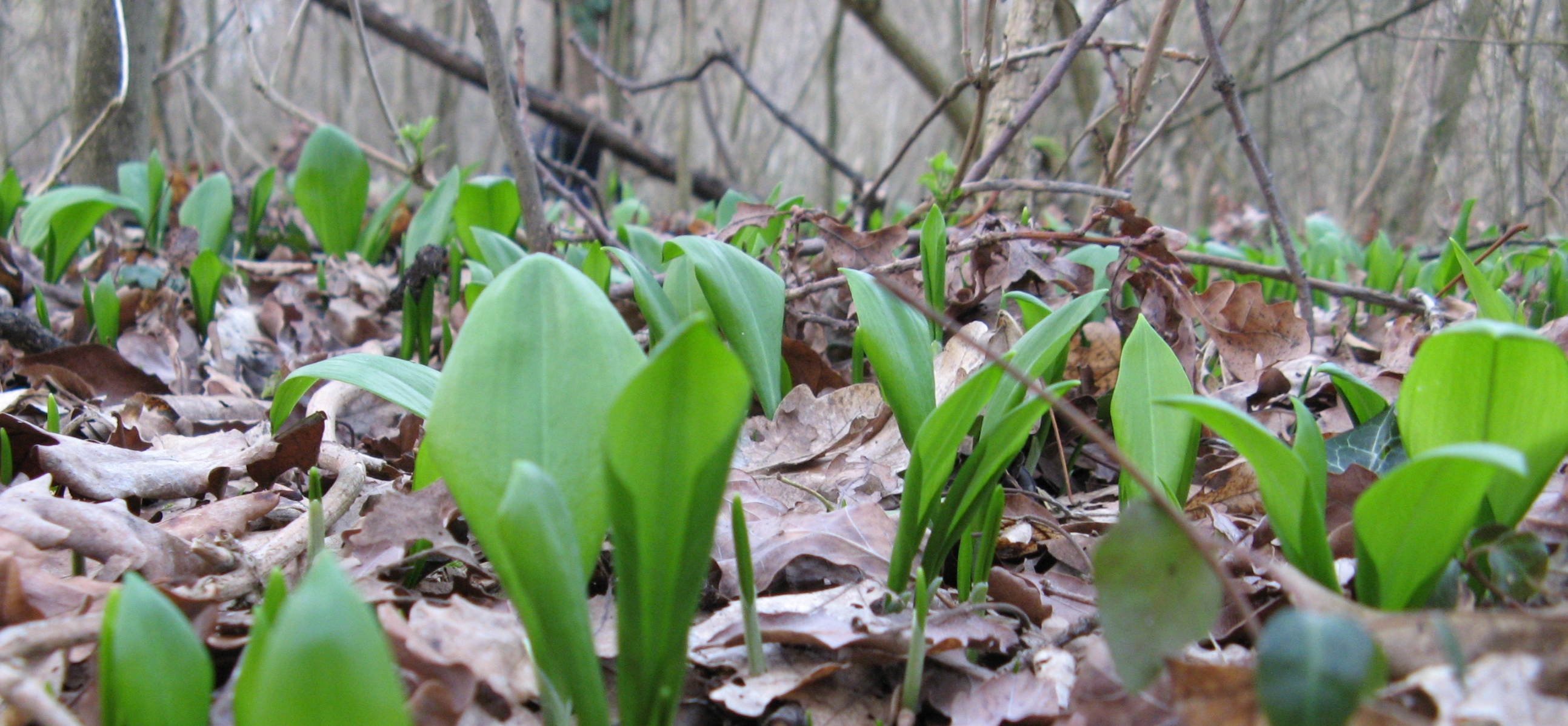
Tỏi gấu non
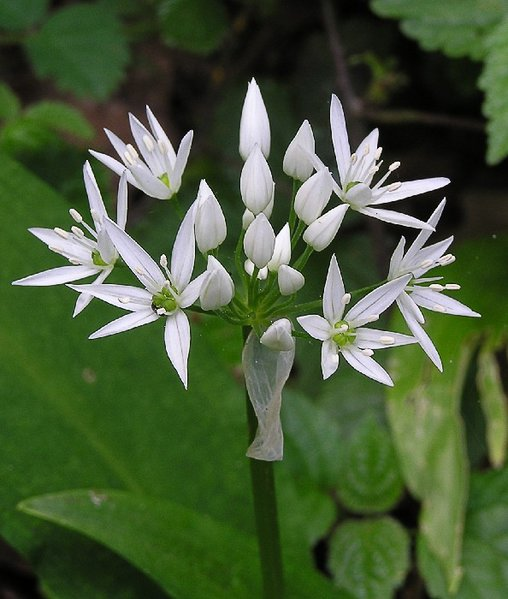
Hoa tỏi gấu
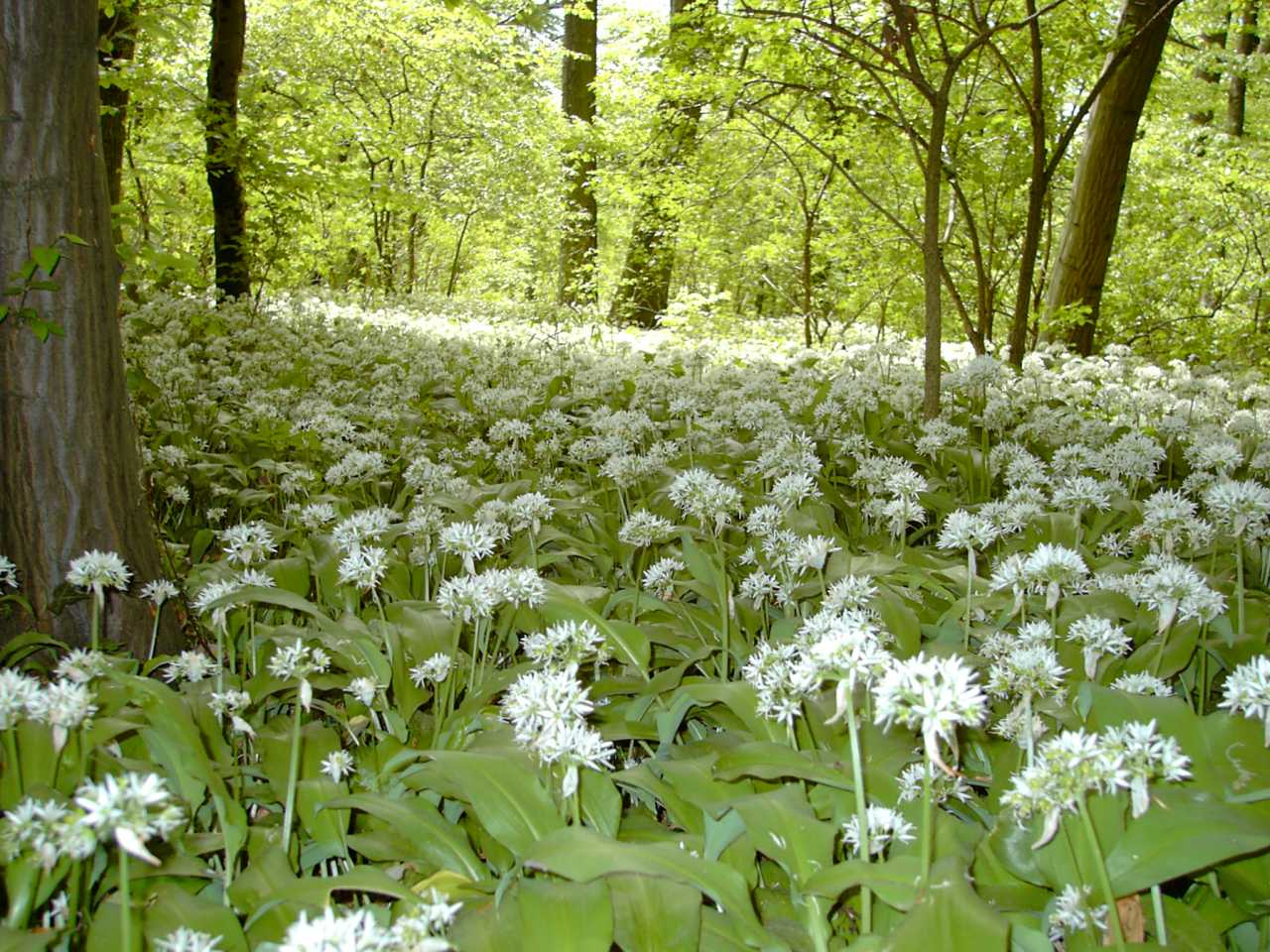
Tỏi gấu nở hoa